# Erin go Bragh

Bandiera del battaglione di San Patrizio, recante il motto Erin go Bragh

Erin go Bragh (pron. /ˌ ɛrɪn ɡə ˈbrɑː/), a volte Erin go Braugh, è l'anglicizzazione di una frase in lingua irlandese, Éirinn Go Brach, tradotta come "Irlanda per sempre". Viene utilizzata a scopo patriottico per esprimere fedeltà all'Irlanda a scapito della dominazione britannica.

## Origine
La versione standard in irlandese è Éire go Brách, che si pronuncia [ˈeːɾʲə ɡə ˈbˠɾˠaːx]. Tuttavia Éirinn (che sopravvive come forma dativa nello standard moderno) è una forma storica usata al posto di Éire in alcuni dialetti; questa è la fonte del nome anglicizzato Erin. In tutti gli altri dialetti viene mantenuta la distinzione tra il nominativo Éire e il dativo Éirinn. Questo spostamento linguistico (forme del dativo che sostituiscono il nominativo) è comune tra i nomi irlandesi della seconda e quinta declinazione.
Il termine brách è equivalente a "eternità" o "fine dei tempi", il che significa che la frase può essere tradotta letteralmente come "Irlanda fino all'eternità" o "Irlanda fino alla fine del tempo", figurativamente "Irlanda fino alla fine del mondo" e quindi "Irlanda per sempre". Éire go Bráth (o Éirinn go Bráth) è una variante, usata allo stesso modo. Go è una preposizione, traducibile come "a", "fino a".

## Storia
Il motto nacque nel XIX secolo, nel corso nella lotta per l'indipendenza irlandese dal Regno Unito. Venne per la prima volta usato ufficialmente nel 1846, quando irlandesi disertori dell'esercito americano fondarono il battaglione di San Patrizio per combattere nella guerra messico-statunitense dalla parte del Messico, utilizzando proprio Erin Go Bragh! come proprio motto.
Nel 1861, durante una carestia che colpì Tullamore, numerose famiglie si trovarono costrette ad emigrare. Essendo impossibilitate a raggiungere gli Stati Uniti dove infuriava allora la guerra di secessione, optarono per l'Australia; un prete cattolico, Patrick Dunne, si occupò dell'organizzazione del viaggio, riuscendo a imbarcare circa 400 emigranti da Queenstown per il Queensland su una nave battezzata per l'occasione Erin-go-bragh. Il viaggio della Erin-go-bragh durò ben cinque mesi a causa della lentezza della nave, tanto che i passeggeri la ribattezzarono ironicamente Erin-go-slow; la navigazione era inoltre rallentata da continue infiltrazioni d'acqua nella stiva, che costringevano l'equipaggio ad un costante lavoro di svuotamento. Una volta giunta a Sydney l'Erin-go-bragh venne ispezionata, e venne scoperto un grosso foro circolare in un angolo della stiva; si scoprì in seguito che tale manomissione era stata fatta di proposito durante la costruzione della nave a Liverpool a causa del razzismo anti-irlandese, nella speranza che affondasse e trascinasse con sé tutto il proprio carico umano.
L'Hibernian F.C., una delle prime squadre di calcio della Scozia, per richiamare l'elemento gaelico del paese decise di adottare poco dopo la sua fondazione nel 1875 proprio Erin Go Bragh come motto. L'Hibernian tentò allora di iscriversi al campionato di calcio scozzese, ma incontrò l'opposizione delle autorità, che malvedevano il richiamo all'indipendentismo irlandese. Durante il suo primo anno di vita l'Hibernian fu per questo ostracizzato dalle altre società sportive scozzesi, finché il giorno di Natale 1875 un'altra squadra filo-gaelica, l'Heart of Midlothian, ruppe gli indugi e giocò contro l'Hibernian, seguita presto dal Partick Thistle. Nel 1876, dopo molte pressioni e a causa della sempre maggior diffusione e popolarità del calcio, la federazione scozzese fu costretta a riconoscere l'Hibernian come squadra, permettendole infine di giocare il campionato.